# Елберт Рут
Елберт Рут (англ. Elbert Root, 20 липня 1915 — 15 липня 1983) — американський стрибун у воду.
Срібний медаліст Олімпійських Ігор 1936 року.